# Casa Rubinstein
La Rubinstein House (en hebreo: בית רובינשטיין) es un edificio de oficinas situado en Tel Aviv, Israel, construido entre 1997 y 1999. Mide 102 metros de altura.
Es uno de los pocos rascacielos del mundo que tiene la forma de un cuarto de círculo desde una vista de planta.
Es una de las construcciones más prestigiosas de Tel Aviv. Ocupado principalmente por compañías jurídicas debido a su ubicación central y alta calidad. La torre cuenta con 32 000 m2  de oficinas, 2 000 m2  de espacios comerciales a nivel del suelo y 26 000 m2  de aparcamiento sobre.
Cuando se terminó de construir, en 1999, era uno de los diez edificios más altos de Tel Aviv y el inmueble más alto del país construido enteramente de cristal. Está diseñado con 3 partes concéntricas de diferentes alturas combinadas.
El arquitecto es la agencia A. Freiberger